# Vicky Hamilton
Vicky Hamilton (* 1. April 1958 in Charleston, West Virginia) ist eine US-amerikanische Musikmanagerin. Sie wurde vor allem bekannt als Managerin von Hair-Metal-Bands wie Guns n’ Roses, Poison und Faster Pussycat.

## Leben
Hamilton wuchs zunächst in West Virginia auf, bis die Familie später nach Fort Wayne, Indiana zog. Ihren High-School-Abschluss machte sie 1976 an der New Haven High School in New Haven. Anschließend besuchte sie das Fort Wayne Art Institute, verließ dieses jedoch ohne Abschluss, um in der Musikindustrie zu arbeiten.
Zunächst arbeitete sie in einem Plattenladen in Fort Wayne und knüpfte dort Kontakte zum Musikmagazin Three Rivers Reviews, für das sie Konzertberichte schrieb. Bei einem Konzert lernte sie Tom Petty kennen, den sie interviewen durfte. Dieser schlug ihr vor nach Kalifornien zu ziehen. Sie folgte dem Rat und begann auf dem Sunset Strip in dem Plattenladen Licorice Pizza zu arbeiten. Außerdem arbeitete sie als Bedienung in einigen Musikklubs. Dort begann sie auch ihre Karriere als Bookerin und Managerin.
Ihr Mentor wurde Mario Maglieri, der besitzer des Rainbows auf dem Sunset Strip. Im Plattenladen lernte sie auch Mötley Crüe kennen, die erste Band, die sie managen sollte. Als die Band schließlich bei Elektra Records unterschreiben sollte, endete ihre gemeinsame Geschichte.
Ihre nächsten Klienten wurden Stryper, doch die Zusammenarbeit war wegen der christlichen Ideologie der band nur von kurzer Dauer. Es folgte die Zusammenarbeit mit Poison, die schließlich zu einem Deal mit Enigma Records führte. Auch da endete die Zusammenarbeit mit dem Labeldeal.
1984 begann sie für Guns n’ Roses zu arbeiten beziehungsweise für die Vorgängerband Hollywood Rose, in der Axl Rose und Izzy Stradlin zusammen spielten. Hamilton kannte damals auch Slash, der für die ebenfalls von ihr gemanagte Band Black Sheep spielte, und brachte die drei zusammen. Zusammen mit Steven Adler und Duff McKagan entstand so aus Hollywood Rose das erste Line-up der Band. Die Band kam sogar mehrere Monate bei Hamilton im Appartement unter, während sie versuchte, die Band zu promoten. Schließlich gelang es ihr tatsächlich einen Deal mit Geffen Records zu vermitteln. Obwohl die Zusammenarbeit kurz darauf beendet wurde und Hamilton die Band sogar verklagen musste, um verlorenes Geld wieder zu erhalten, wurde sie dort ab 1988 auch A&R-Managerin und managte Künstler wie Darling Cruel, Faster Pussycat, the Lostboys und Salty Dog.
Nachdem sie 1992 Geffen verlassen hatte, wechselte sie von 1994 bis 1996 zu Vapor Records und arbeitete von 1997 bis 1999 als Beraterin für Capitol Records. Gleichzeitig hatte sie ihr eigenes Label Small Hairy Dog, auf dem jedoch lediglich June Carter Cashs Album Press On erschien. Dieses erhielt einen Grammy Award für das beste traditionelle Folk-Album.
Von 2001 bis 2010 arbeitete sie als Bookerin in der Bar Sinister in Hollywood. Gleichzeitig schulte sie A&R-Berufstätige bei der A&R Registry sowie von 2007 bis 2010 auch am Musicians Institute.
2016 erschien ihre Biografie Appetite for Dysfunction, an der sie laut eigener Aussage mehr als sieben Jahre lang arbeitete.

## Werke
- Appetite for Dysfunction: A Cautionary Tale. Lightning Source 2016. ISBN 978-0996966221